# S.v. VOLO

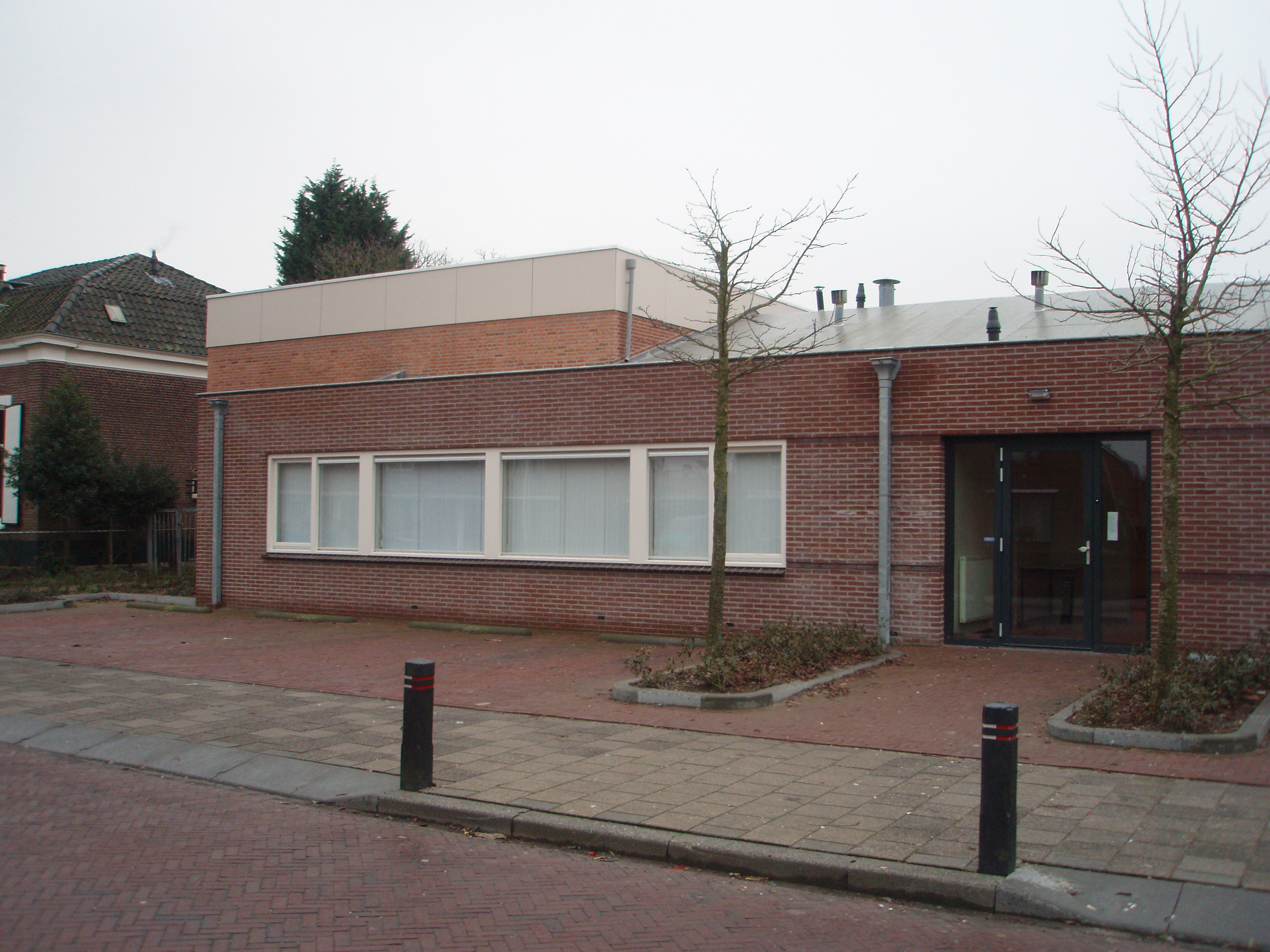
Gymzaal Echteld

s.v. VOLO is een sportvereniging uit Echteld in de Nederlandse provincie Gelderland. De vereniging is opgericht op 1 oktober 1958.
De vereniging telt ongeveer 150 leden. De lessen van de vereniging worden primair gegeven in de gymzaal van de Prins Willem Alexanderschool in Echteld.

## Afdelingen
De sportvereniging heeft momenteel zeven afdelingen:
- Acro : Acrogym, inmiddels is de afdeling Acro gestopt.
- Aerobics
- Dans : De afdeling dans biedt de leden een grote verscheidenheid aan stijlen, zoals showdance, streetdance, jazzdance, line-dance en stijldansen.
- Springen : In augustus 2009 werd de afdeling springen opgericht.
- Turnen : De oudste afdeling, en de grootste afdeling van de vereniging. De aansluiting bij de KNGU eind 2009 was een mijlpaal voor deze afdeling. Sindsdien konden de leden regionaal en landelijk mee gaan doen met de officiële wedstrijden. Vanuit deze afdeling zijn ook de afdelingen 'Acrogym' en 'Springen' ontstaan.
- Volleybal : s.v. VOLO heeft momenteel twee heren- en één damesteam in de competitie.
- Zumba